# Jeong Ji-woo
Jeong Ji-woo (정지우), né le 7 mai 1968), aussi appelé Jung Ji-woo ou Chung Ji-woo, est un réalisateur et scénariste sud-coréen, surtout connu pour ses films Happy End (en) (1999) et A Muse (2012).

## Filmographie
- 2022 : Somebody (썸바디) - réalisateur et co-scénariste
- Tune in for Love (2019) - réalisateur
- Chimmuk (2017) - réalisateur
- Fourth Place (2015) - réalisateur
- Eungyo (2012) - réalisateur, scénariste, producteur
- Moss (2010) - scénariste
- Modern Boy (en) (2008) - réalisateur, scénariste
- If You Were Me 2 "A Boy With the Knapsack" (2006) - réalisateur
- Two or Three Things I Know about Kim Ki-young (documentaire, 2006) - interviewer
- Blossom Again (2005) - réalisateur, scénariste, monteur
- Happy End (en) (1999) - réalisateur, scénariste
- Deep, Round and Dark (court métrage, 1999) - acteur
- We Can't Share A Toilet (court métrage, 1999) - acteur
- Skate (1998) - assistant réalisateur
- A Bit Bitter (court métrage, 1996) - réalisateur, scénariste, monteur
- Just Do It (court métrage, 1996) - scénariste
- Grandfather (court métrage, 1995) - directeur de la photographie, éclairagiste, acteur
- Cat Woman & Man (court métrage, 1995) - directeur de la photographie, monteur, acteur
- Cliffy (court métrage, 1994) - réalisateur, scénariste, monteur
- The Expedition (court métrage, 1994) - directeur de la photographie